# Kromatik
Kromatik är en musikteoretisk term för bruket av stigande eller fallande halvtonsteg. Oftast avses halvtonssteg som inte ingår i tonartens skala. Genom kromatik kan ett melodiavsnitt dämpa sin tillhörighet till en specifik tonart eller kan hjälpa att förflytta melodin till annan tonart.